# 市川段四郎 (2代目)
二代目 市川 段四郎（いちかわ だんしろう、1855年9月2日（安政2年7月21日） - 1922年（大正11年）2月6日）は明治・大正時代の歌舞伎役者。「初代 市川 猿之助」（いちかわ えんのすけ）としても知られる。屋号は澤瀉屋。紋は、
- 猿之助としては、定紋が澤瀉、替紋が三ツ猿。
- 段四郎としては、定紋が三升に段の字、替紋が八重澤瀉。

本名は喜熨斗 亀次郎（きのし かめじろう）。俳名に笑樂・壽猿がある。

## 来歴
江戸浅草に立師の坂東三太郎の子として生まれる。1859年（安政6年）十三代目市村羽左衛門の門人で市村長松となり子供芝居に出演。1862年（文久2年）9月に江戸市村座に出る。五代目坂東彦三郎の門で坂東羽太作と改名。1870年（明治3年）には河原崎権十郎（のち九代目市川團十郎）の門下に入り山崎猿之助を名乗るが、助六の配役を巡る兄弟弟子との軋轢から小芝居の中島座に出演し、1874年(明治7年)1月、師に無断で『勧進帳』の弁慶を演じたことが勘気にふれ破門となる。この後は松尾猿之助と改名を繰り返し、旅興行から大阪の舞台に立つなど辛酸をなめながら芸を磨く。その甲斐あって1890年（明治23年）には師から破門を解かれ、初代市川猿之助となる。翌1891年（明治24年）東京歌舞伎座『出世景清』の梶原平次・千葉之助で名題に昇進、九代目の高弟として活躍した。
九代目の死後、1905年（明治38年）9月の歌舞伎座での追善興行では一門を代表して口上を述べた。1910年（明治43年）10月歌舞伎座で『鎌髭』の六十六部快山実ハ将軍太郎良門・『桐一葉』の大野道軒で二代目市川段四郎を襲名。以後東京歌舞伎の長老として重きを成した。1922年(大正11年)1月の明治座公演終了後に体調を崩し2月6日に急逝した。
墓所は台東区寛永寺。
妻は吉原の妓楼「沢潟楼（おもだかろう）」の娘で、その入り婿となった。

## 芸風

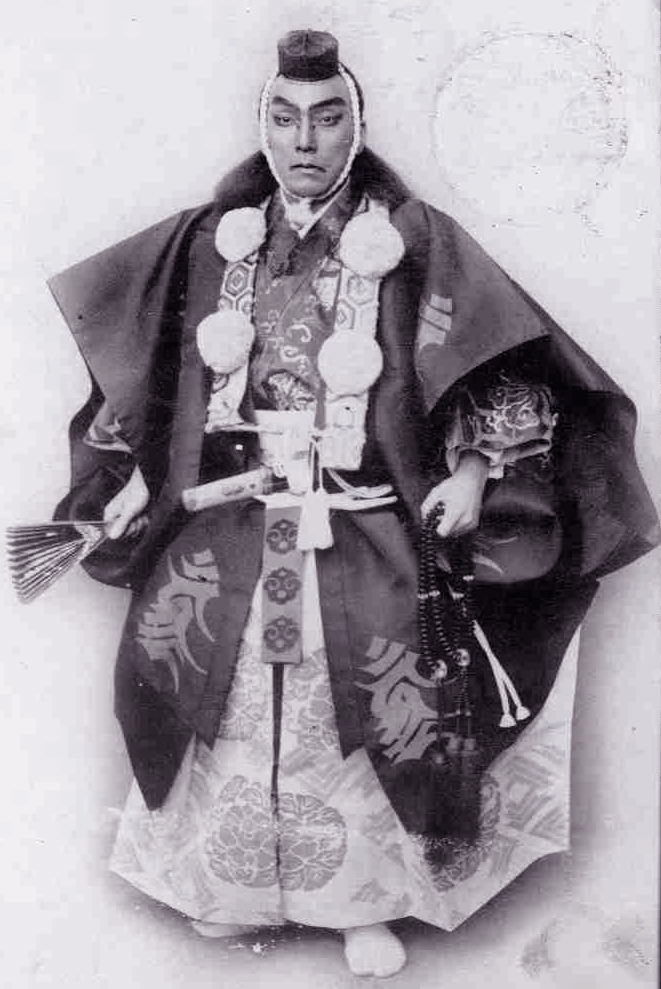
『勧進帳』の弁慶

男性的な芸風で表現力に優れた。『仮名手本忠臣蔵』の高師直、『伊賀越道中双六』「沼津」の平作、『平家女護島』「俊寛」の俊寛など、義太夫狂言の老役が当たり役。市川宗家のお家芸では、『勧進帳』の弁慶や『鎌鬚』の六部。特に歌舞伎十八番の一つでありながらその大略までが不明になっていた『鎌鬚』を復活上演させてからは、事実上これが成田屋のお家芸から澤瀉屋のお家芸に替わった。このほか『積恋雪関扉』（関の扉）、『奴道成寺』、『独楽』などの所作事にも長じた。
門人から歌舞伎界の中核にまで出世した二代目段四郎は、反骨精神と新取の気概に富み、坪内逍遥の新歌舞伎に挑戦したり、当時の最新の演劇であった新派に客演するなど歌舞伎の革新化を推進した。

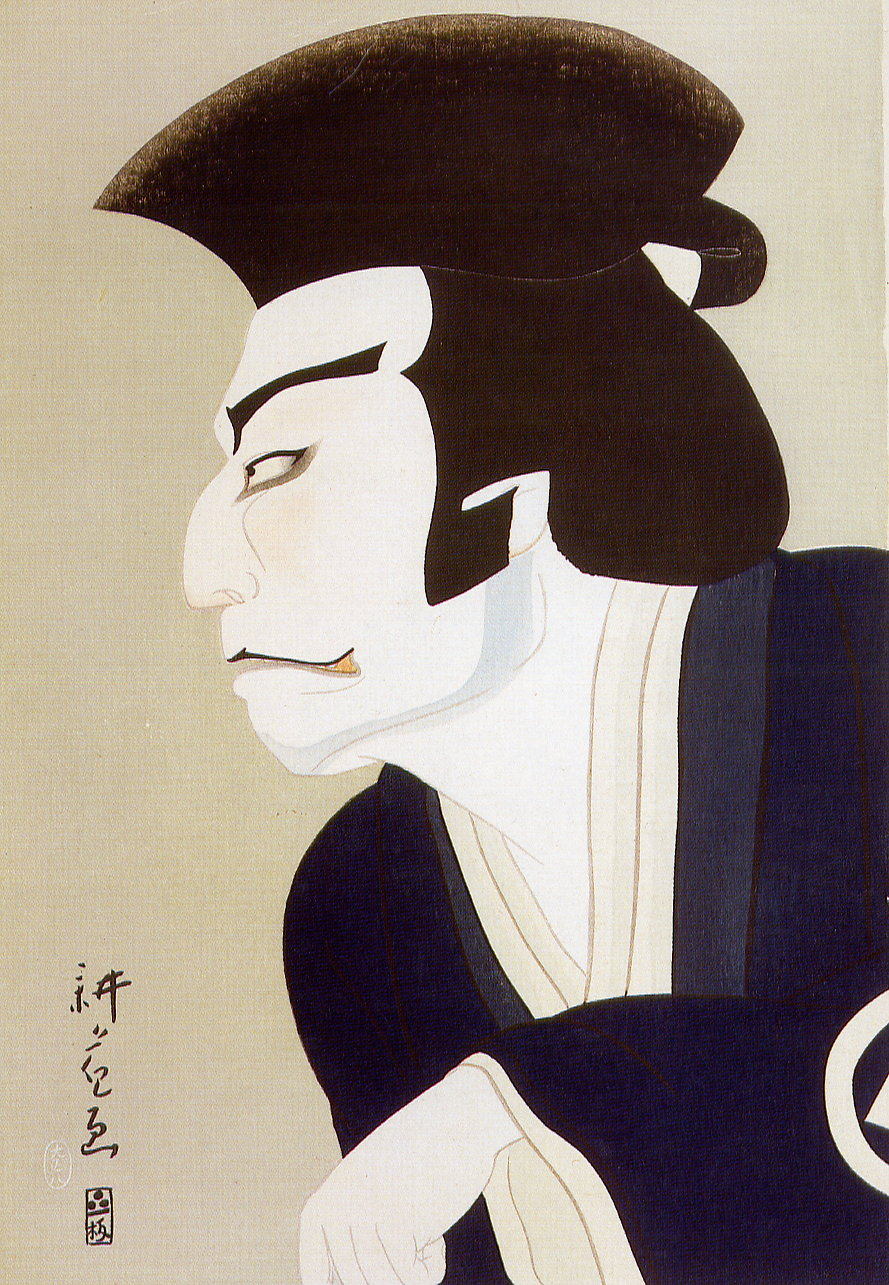
山村耕花作「二世市川段四郎の鉄心斎」1932年

## 親族
長男が初代市川猿翁（二代目市川猿之助）。
次男・三男はそれぞれ初代市川壽猿・八代目市川中車（八代目市川八百蔵）であるが、壽猿の享年は資料によって異なっており、どちらが兄であったか定かではない。なお中車は同先代（七代目中車）の養子となった。
四男は市川芝海老だが夭折している。末子の五男が二代目市川小太夫。他に娘がいる。
孫に段四郎の名を継いだ三代目市川段四郎、夭折した初代市川三四助（以上初代猿翁の子）、二代目花柳泰輔（娘の子）、二代目市川蝙蝠、喜熨斗勝（以上小太夫の子）らがいる。
曾孫に二代目市川猿翁、市川靖子、四代目市川段四郎（以上初代猿翁の孫）、十一代目市川高麗蔵（娘の孫）、喜熨斗勝史（小太夫の孫）らがいる。
玄孫に九代目市川中車（香川照之）、四代目市川猿之助（猿翁の曾孫）、来孫に五代目市川團子（九代目中車の子、猿翁の玄孫）。